# Pitta brachyura
Pitta brachyura е вид птица от семейство Pittidae.

## Разпространение
Видът е разпространен в Бангладеш, Индия, Непал, Пакистан и Шри Ланка.